# Platychelus lepidotus
Platychelus lepidotus är en skalbaggsart som beskrevs av Hermann Burmeister 1844. Platychelus lepidotus ingår i släktet Platychelus och familjen Melolonthidae. Inga underarter finns listade i Catalogue of Life.